# Franco dei Russi

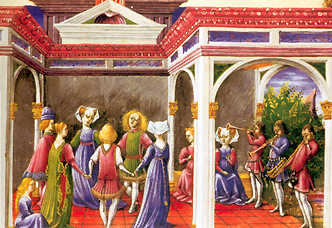
Miniatura dalla Bibbia di Borso d'Este

Franco dei Russi (Mantova, XV secolo – XV secolo) è stato un pittore italiano, attivo nel campo della miniatura.

## Biografia
Franco dei Russi è stato un miniatore di manoscritti del primo Rinascimento, attivo soprattutto in Lombardia tra il 1450 e il 1482.
Nel 1450 partecipò alla creazione della Bibbia di Borso d'Este, considerata una delle più grandi realizzazioni italiane di manoscritto miniato. Questo lavoro è stato completato in sei anni (1455-1461) da un gruppo di artisti guidati da Taddeo Crivelli.
Ha lavorato anche a Venezia e per la grande biblioteca di Federico da Montefeltro a Urbino (1474-1482).

## Opere
- Bibbia di Borso d'Este (1455-1461), Biblioteca estense di Modena.
- Una pagina di Antifonario con una U in capolettera, venduta all'asta per 108.000 franchi svizzeri nel marzo 2008 da Koller di Zurigo.